# آئرواسپاسیاله لودیون
آئرواسپاسیاله لودیون (به انگلیسی: Aérospatiale Ludion) یک هواگرد ساختِ کارخانهٔ سود-اویاسیون در کشور فرانسه است. این هواگرد برای نخستین بار در ۱۹۶۷ میلادی مورد استفاده قرار گرفت.